# 仮面ライダーV3
『仮面ライダーV3』（かめんライダーブイスリー）は、1973年2月17日から1974年2月9日まで、NET系列で毎週土曜19時30分から20時（JST）に全52話が放送された、毎日放送・東映制作の特撮テレビドラマ作品。

## 概要
「仮面ライダーシリーズ」の第2作で、前作『仮面ライダー』の直接的な続編。テレビシリーズのほか、劇場版が「東映まんがまつり」の中で公開された。仮面ライダー1号・2号の後を継ぐライダー3号・V3と、ショッカーやゲルショッカーに続く第3の組織・デストロンの戦いを描く。前作の勢いを受け継ぎ、頂点を迎えていた変身ヒーローブームの大きな牽引役を果たした作品であり、主人公の強いキャラクター性とも相まって歴代シリーズ中でも知名度が高い。視聴率も平均で関東20.2パーセント、関西27パーセントを記録したほか、制作局である関西圏の毎日放送ではシリーズ最高視聴率である38パーセントを記録し、その記録はいまだにシリーズでは破られていない。

## ストーリー
仮面ライダー1号・2号の活躍によって悪の組織ゲルショッカーは壊滅し、世界に平和が戻ったかに見えた。しかし、生きていたゲルショッカー首領は密かに新組織・デストロンを結成して再び世界征服に乗り出すと、目撃者を容赦なく抹殺していた。
1号こと本郷猛の大学の後輩風見志郎はある夜、デストロンの悪事を目撃したため、命を狙われるようになる。また、そのアジトを見つけた珠純子を助けたため、怪人・ハサミジャガーが風見家を襲撃し、両親と妹は志郎の目の前で殺害される。怒りに燃えて復讐を誓った志郎はそのための力を得ようと1号・2号に自分の改造を願うが、改造人間の悲哀を誰よりも知る彼らに拒否される。しかしその後、志郎はデストロンの罠に落ちた1号・2号を助けようとして瀕死の重傷を負う。1号・2号は彼の命を救うために改造手術を施し、第3の仮面ライダー「V3」として復活させる。こうして、V3とデストロンとの死闘の幕が切って落とされた。

## 登場人物

石巻市役所前に設置されている仮面ライダーV3の像

仮面ライダーとその協力者たち。個別に項目の存在するキャラクターの詳細は各項目を参照。
風見 志郎 / 仮面ライダーV3
本作品の主人公。城南大学・生物学部の学生であり、本郷猛の後輩。

結城 丈二 / ライダーマン
デストロンの元科学者で幹部候補だった青年。ヨロイ元帥の裏切りに遭い、ライダーマンとなる。

本郷 猛 / 仮面ライダー1号、一文字 隼人 / 仮面ライダー2号
前作の主人公。本郷は城南大学生化学研究室における志郎の先輩でもある。本作品より、オープニングタイトルで「仮面ライダー1号」「仮面ライダー2号」と表記されている。
ゲルショッカーを壊滅させた後、本郷は城南大学の生化学研究室の研究者、一文字はカメラマンと、それぞれ日常生活に戻っていたが、志郎がデストロンによる殺人事件を目撃してから、彼が何度も命を狙われたことに不安を募らせる。第2話でカメバズーカの自爆とともに行方不明となっていたが、第21話でオーストラリアにて生き延びていたことが判明する。その後、劇場版や第33話・第34話で帰国してV3と共闘した。
- 児童誌では、映像での登場に先駆けてV3と1号・2号が共闘する特写が1973年6月号に掲載された。

立花藤兵衛
前作に引き続きライダーを支援し、特訓の補助や精神的なアドバイスをしている。本作品ではスポーツ用品店「セントラル・スポーツ」を経営する傍ら、引き続き少年ライダー隊の会長も務めており、日本を去った滝和也の代わりに隊長も兼任している。隊員たちからは「会長」と呼ばれている。

珠 純子（）
ハサミジャガーのアジトを偶然目撃してデストロン戦闘員に襲われていたところを志郎に助けられ、彼の家族を巻き込んで死なせたという自責の念から戦いに参加する。趣味はテニスと絵画。少年ライダー隊では通信係を担当しつつ、志郎に対する好意も垣間見せる。第11話・第12話ではストーカーの黒田雄二に狙われ、その事件の最中にV3の正体に疑惑を抱いたが、立花と志郎が一芝居打ったことで疑惑は消えた。それ以降も志郎=V3の戦いの支えとなって活躍した。
- 毎日放送プロデューサーの左近洋一は、本作品放送時に誕生した次女に「純子」と名付けた。

珠 シゲル（）
第4話から登場した純子の弟で、少年ライダー隊の通信係。隊の中心的な存在であり、純子とともにV3の戦いをサポートする。

少年仮面ライダー隊
制服は赤いブレザーに変更され、ヘルメットやペンダントもV3をモチーフにして赤が多くを占めるデザインに一新された。旧本部は第2話でハサミジャガーに破壊されたため、第3話より「セントラル・スポーツ」の店裏にカモフラージュした本部が再建された。本部に入る時は、ボウリングの球を所定の位置に変えてからペンダントを照射し、横の紐を引く。
- 公募による少年隊員の出演が行われ、四国ロケでは多数のエキストラが公募されるなど、視聴者参加の場としても活用された。放送前の第3回撮影会では、シゲル以外にも劇団ひまわりの子役が演じる少年仮面ライダー隊員が参加していたが、作中には登場しなかった。

佐久間 ケン（）
第29話から登場。インターポールパリ本部のデストロン専門捜査機関「デストロンハンター」の一員で、ナンバーは5号。第30話でデストロン改造人間製造工場の爆破に成功するが、ドクトルGに4人の仲間たちを殺され、唯一V3に救われて生き残った。志郎を「先輩」と呼び、彼の弟分的な存在となった。
- 夏期以降の強化策として、当初は「不知火」という名で『仮面ライダー』の滝和也を目指して設定されて導入されたが、あまり活躍はせず第37話以降は登場しなくなった。
- 村枝賢一による漫画『仮面ライダーSPIRITS』では、『V3』に登場しなくなってから『仮面ライダーZX』までの作中時間の経過を反映して年齢を重ねた容姿となり、インターポールの本部長として10人ライダーの戦いをサポートする姿が描かれている。

## デストロン
ゲルショッカー壊滅後にショッカー・ゲルショッカーを支配していた首領が新たに結成させた秘密結社。ショッカー、ゲルショッカー以上の戦力と科学力で世界征服を企む。怪人は機械と動植物を融合させた機械合成怪人となり、幾度となくV3を苦しめた。後半はキバ一族・ツバサ軍団・ヨロイ軍団といった世界各地の部族と手を結び、V3と死闘を繰り広げた。各部族が操る怪人たちはショッカー怪人同様に動植物の怪人たちで構成されており、機械合成怪人とともにショッカーやゲルショッカーの怪人はもちろん、（第1話・第2話・第33話・第34話の客演状況から）仮面ライダー1号・2号でさえも苦戦させる能力を持つ。組織のマークはサソリをモチーフにしている。
最終決戦でプルトンロケットによる日本壊滅をたくらむもライダーマンの捨て身の行動で阻止され、さらに最終作戦であるD作戦もV3に阻止される。そして、デストロン本部を急襲したV3により首領は倒されて本部が大爆発を起こし、デストロンは壊滅した。
- 名称は「破壊」を意味する「DESTROY」に由来し、プロデューサーの平山亨による企画案では「デストロイヤー」という名称であった[11]ほか、「デストロー」という案も存在した[12]。

デストロン首領
前作でショッカー、ゲルショッカーを支配していた首領と同一の存在。旧組織の時と同じく姿は見せず、サソリをかたどった像から声を送って幹部や怪人たちに命令を下すが、これには無線受信器が内蔵されていたため、V3にアジトを知られることとなる。

### 大幹部
ドクトルG（怪人態：カニレーザー）
デストロン日本支部初代大幹部。

キバ男爵
第31話-第35話に登場。アフリカのコンゴ川上流域に数百年栄えるという悪霊崇拝の邪教「ドーブー教」の大魔術師にして、ドーブーを信奉する「キバ一族」の長。ドクトルGの死後、日本支部2代目大幹部としてデストロンの第2次攻勢の指揮を執るべく来日した。1日1回は血を見ないと気が済まない残忍な性格の持ち主だが、部下の怪人の死を悲しんだりその葬式を立てたりするなど、非常に部下思いな慈悲深い性格でもある。
仮面ライダー1号・2号も一目置くほどの呪術の使い手でもあり、戦いの前には怪しげなドーブーの儀式を行なう。獣の皮から作られた衣を着て、頭にはマンモスの頭骨をかたどった兜を被り、マンモスの牙でつくられたダイヤよりも硬い槍を武器として戦う。儀式の際には、タキシードを着ることもあった。
- 雑誌掲載用の撮影会の時点では、兜に下顎がついており、青いアンダーウェアは着用していなかった。

吸血マンモス
一族の怪人をV3と駆けつけた1号・2号によって次々倒されたため、第35話にて政治・経済・文化の各界要人を誘拐・洗脳してコントロールする日本頭脳改造作戦を成功させるべく、キバ男爵が変身した怪人。右手が人間の腕、左手がマンモスの足になっている。鼻から血を吸って相手を溶かすことができ、牙から火炎弾、小型ミサイル、鼻の穴から出す血の霧・猛毒、一撃で地震を引き起こすほどの怪力でV3に挑む。最後はV3回転三段キックによって元の姿に戻り、「キバ一族、ついに滅ぶ！」とキバ一族の滅亡を呟き、爆死した。
- キバ男爵以降の幹部怪人体は、当初は怪人として登場しつつ、最後の戦いで幹部の正体であるとの描写がされている。
- プロデューサーの平山亨の著作などでは、以下のような劇中で語られないプロフィールが設定されている。
  - 元はロシア帝国の男爵で、当時はシベリアに住んでいた（本名は特に設定されていない）。
  - 同じ帝政ロシアの貴族出身の陸軍将校で、後にゲルショッカー大幹部となったブラック将軍とも当時から面識があり、ロシア革命以後共にアフリカ大陸に渡った仲でもあった。
  - ブラックがゲルダム団に入った際に別行動をとり、ケニアで邪悪な呪術を研究。後に「ドーブー教」という暗黒宗教の魔術師となって、デストロンに招かれた。

ツバサ大僧正
第36話-第40話に登場。キバ一族全滅直後に現れたチベット高原を発祥地とする邪宗密教「まんじ教」の教祖であり、飛行能力を持つ怪人によって構成された「ツバサ軍団」を率いる3代目大幹部。
黒い服を纏った老人で顔に翼を模した赤い仮面を着けている。呪術や自在に伸びる髪、袖の下から出す超音波が武器で風速60メートルの風も起こす。先端に水晶のついた杖を持ち、吸血コウモリを操る能力を持つ。冷酷無比な反面、戦闘員相手に実験が成功した際には笑いながら奇妙な踊りをする一面も持つ。
一族特有の飛行能力を過信したため、特訓を積んだV3の前に敗北を重ねてしまう。
- 雑誌掲載用の撮影会の時点では、手袋はつけず、首飾りなどの装飾品も作中と異なるものであった。

死人コウモリ
第40話にて、人間を操るヒマラヤの悪魔という細菌で首都地区中の団地に住む人間を使い、暴動を引き起こすためにツバサ大僧正が変身した怪人。
飛行能力を持ち、鉤爪が武器。また、腰にある無数の威嚇用吸血蝙蝠を操る。空中でV3を高速回転させて投げ飛ばす「V3キラー」で一度はV3を倒すが、V3の新必殺技「V3マッハキック」によって翼を折られ、その正体を現した後は死期を悟って棺の中に入り、デストロンの繁栄を願いつつ自爆した。
最終話では、死人コウモリが再生怪人の1人として登場する。
- 平山の著作などでは、以下のような劇中で語られないプロフィールが設定されている。
  - 200年前のヨーロッパ生まれで、元はキリスト教の牧師だった（本名は特に設定されていない）が、極端な反思想を唱えたためにローマ正教から迫害され、地中海の断崖にある大寺院に200年近く幽閉された。その後、1万匹のコウモリと共に人間の生き血を啜りながら驚異的に生き延びたとされ、身に付けた超能力で脱出してチベット高原でまんじ教を開く。

- 最終話の脚本では、死人コウモリではなくワナゲクワガタが登場する予定であった。

ヨロイ元帥
第40話-第52話に登場。なお、初登場する第40話においては姿を見せるも、何者であるかは明かされない。ツバサ軍団壊滅後に現れた「ヨロイ一族」の長にして、デストロン最後の4代目大幹部。独特の口調で、デストロンのことを「デーストロン」と呼称する。「結果がすべて」という信条のもと、失敗を犯した者は配下の者ですら始末してきた。
猜疑心が異常に強く、デストロンの科学者・結城丈二のことを自分の地位を脅かすと見なして危険視しており、彼に反乱の濡れ衣を着せて抹殺をもくろむ。しかし、失敗したことで結城は造反者・ライダーマンになってしまう。
旅客機を墜落させるレーザー砲を装備した兜に加え、全身にはモンゴル特産の金属製で、血塗られたように赤い鎧を着用しており、そのエッジ部分は鋭利な刃物になっている。戦闘では左腕に持った、新幹線をも砕く硬度の鉄球を武器として戦う。
第47話では、ライダーマンをおびき寄せる目的で、結城に差出人住所を明記した年賀状を送った。

ザリガーナ
第51話・第52話に登場。ヨロイ元帥が変身したザリガニの怪人。
発火性の泡と左手の鋏、背中の甲羅を割って相手に飛ばす「甲羅崩し」を使う。東京壊滅用のプルトンロケットの実験を目撃した人間を地中から出現し、殺害していたが、プルトンロケットを破壊されたため、最終話で邪魔なV3や少年ライダー隊を再生怪人を使って壊滅させるD作戦を決行する。
V3と戦って左腕の鋏を折られたうえ、V3フル回転キックに敗北して元の姿に戻る。逃走して首領に命乞いするも見限られ、通信機の爆発に巻き込まれる形で処刑された。ショッカーのゾル大佐から先代のツバサ大僧正までの歴代大幹部が、首領や組織に対する忠誠を活動の基本としていたのに対し、彼は常に自分の保身と組織内部での出世しか眼中になかった点が、大きく異なっている。
- 当初はキバ男爵やツバサ大僧正と同様、5話前後となる第46話での降板が予定されていた。しかし、設定では結城との関わりが深いので降板させることができなくなり、最終話まで登場することになった。オープニングでは「ヨロイ元師」とクレジットされていた。
- 結城との関わりが深いことから、他の3幹部と比較すると本作品を原案とした後年のメディア作品に登場することが多い。
- 平山の著作などでは、以下のような劇中で語られないプロフィールが設定されている。
  - モンゴルの英雄であるジンギスカンの子孫で、祖先の夢だった世界征服を果たすために蒙古砂漠に独自の地下帝国を建設し、ヨロイ一族を組織するが、デストロンの力の前に屈する。
  - 日々殺戮をせねば安眠できないという殺人嗜好者で、その残虐性と行動力から首領からの信任も厚かった。

- 石ノ森によるラフデザインでは名称はヨロイ騎士（鬼士）となっており、鎧武者風のデザインであった。

新生ザリガーナ
『ぱちんこ仮面ライダー轟音』では、新生ショッカーの幹部として登場。その姿は黄金色のザリガーナとなっていて、『仮面ライダーX』のジンギスカンコンドルの子孫として火炎能力や飛行能力も兼ね備えている。

### その他の要職人物
犬神博士
第11話・第12話に登場。ドクトルGが日本支部に着任する前、首領が全幅の信頼を置いていた科学者チーフ。純子に横恋慕する黒田雄二を怪人ドリルモグラに改造したうえ、司祭として呪いの指輪を通じての「デストロン結婚式」を執り行うオカルティストでもあった。V3との乱闘中、ドリルモグラと一緒に逃げようとしたところをV3に引きずり出され、殴られて倒された。

### 怪人

#### 機械合成怪人
機械合成怪人とは、ゲルショッカーの合成怪人をさらに発展・改良させた怪人である。生物と道具・武器を掛け合わせた能力を持ち、そのパワーは生物同士を掛け合わせた能力を持つゲルショッカー怪人を大幅に上回っている。体の中に機械があるため、動きが鈍いのが弱点。第13話以降は幹部であるドクトルGの指揮のもと、活動する。
- プロデューサーの平山亨による企画案では、ラマ密教の秘法による外科手術が基になっていると記述されていた[11]。
- 派手な武器を持つ機械合成怪人は人気が高まっていったが、それに伴い怪人の武器や作戦が秘密結社らしからぬ過剰に派手なものに変化していき、これを危惧した平山は初期のショッカーのようなシンプルなイメージに方向転換した[27]。
- テレビ番組『仮面ライダーアギト』に登場するジャガーロードとトータスロードは、ハサミジャガーとカメバズーカを踏襲してヒョウとカメがモチーフとなった[28]。これはアギトの前作『仮面ライダークウガ』の最初の怪人が『仮面ライダー』を踏襲してクモとコウモリの怪人になったことから、平成2作目の『アギト』では『V3』を踏襲してヒョウとカメの怪人となったことによるものである[28]。

ハサミジャガー
第1・2話に登場。ハサミとジャガーの機械合成怪人。組み合わせるとハサミのようになる両手の刃が武器で、刺殺した人間を溶解させる。
カメバズーカと同時期に「東京都全滅作戦」を実行。悪事の一部始終を目撃した志郎を何度も狙い、家族を本人の目の前で斬殺。V3のV3回転ダブルキックに倒される。2号とは顔を合わせていないと同時に戦っていない。
- 石ノ森章太郎のラフデザインを高橋章が立体デザインになおした怪人。
- 放送開始前の第1回撮影会ではブーツが黄色であった。たてがみもテレビシリーズよりも少なく、第3回撮影会で増量された。
- 劇場版の脚本では再生怪人の1体として登場が予定されていた。
- 映画『仮面ライダー THE NEXT』に登場するシザーズジャガーは、ハサミジャガーをモチーフとしている。
- ゲーム『スーパーヒーロー作戦 ダイダルの野望』ではショッカーの後、デストロンが出現することになっているため、ハサミジャガーによりショッカーライダーが処刑されるシーンが存在する。
- パチンコ『仮面ライダーフルスロットル』では、闇のV3に変身する素体として登場。

カメバズーカ
第1・2話に登場。バズーカ砲とカメの機械合成怪人。連続で千発発射が可能な背中のバズーカ砲と特殊金属製の堅固な甲羅が武器。頭と手足を収納することで隠密の活動が可能となる。
ハサミジャガーと同時期に「東京都全滅作戦」を実行。体内に内蔵された原子爆弾を新宿副都心で爆発させようとするが、ダブルライダーにより太平洋上で爆破した。V3とは顔を合わせているが戦っていない。
- 石ノ森章太郎の原案ラフを高橋章が立体デザインになおした怪人。『冒険王』73年2月号では、バズーカトータスという名称で紹介されていた。
- 鳴き声は演じ方に悩んだ峰恵研に相談を受けた沢りつおが考案した。
- 劇場版の脚本では再生怪人の1体として登場が予定されていた。

映画『オーズ・電王・オールライダー レッツゴー仮面ライダー』
ショッカーが活動している時期ではあるものの、ショッカーグリードとともに登場。背中のバズーカ砲でデンライナーを破壊する。
PV『KAMEN RIDER V3』
デストロン戦闘員とともに登場。
映画『平成ライダー対昭和ライダー 仮面ライダー大戦 feat.スーパー戦隊』
バダンの怪人として登場。仮面ライダーZOと戦った。
映画『スーパーヒーロー大戦GP 仮面ライダー3号』
ブラック将軍を護衛する怪人としてシュバリアンやザンジオーとともに登場。
テレビスペシャル『手裏剣戦隊ニンニンジャーVS仮面ライダードライブ 春休み合体1時間スペシャル』
声 - 関智一
『仮面ライダー3号』のプロローグ。ショッカーの怪人として登場。真実に近づいた泊進ノ介と伊賀崎天晴たちを殺すべく現れ、最終決戦時にはショッカーブルブルに加勢する。仮面ライダーマッハが放ったヒットマッハーマゼールで背中のバズーカを暴発させられ、倒される。
ゲーム『SDザ・グレイトバトル 新たなる挑戦』
ショッカーステージの中ボスとして登場。
ゲーム『ヒーロー戦記 プロジェクト オリュンポス』
海底都市で登場。強化型のカメバズーカ改も登場する。防御力が高く、通常攻撃では中々ダメージを与えられない。
新生カメバズーカ
『ぱちんこ仮面ライダー轟音』では、新生ショッカーの巨大怪人として登場。トリプルライダーが戦う巨大怪人として描かれている。

テレビバエ
第3話と第4話に登場。ハエとテレビの機械合成怪人。両目からの催眠光線と殺人電波が武器。顔にあるチャンネルを回すことで光線の強さを強化することが可能。また、目のテレビで写した映像を中継する機能を持つ。
イカファイアとともに作戦を実行。第一綜合病院の関院長に成りすまして催眠光線により東京中の人々を洗脳しようとするが、V3のライダー遠心キックを受けてイカファイアとともに爆死。
- 石ノ森章太郎の原案ラフを高橋章が立体デザインになおした怪人。
- 『仮面ライダーディケイド 超アドベンチャーDVD 守れ！〈てれびくんの世界〉』に登場するてれびバエくんはテレビバエをベースにしている。

ゲーム『SDザ・グレイトバトル 新たなる挑戦』
ブラックサタン戦闘員と共に第5話の溶岩地帯の雑魚敵として登場。
OVA『仮面ライダーSD』
蜘蛛男やタイホウバッファローとともに蜘蛛の巣城でバトルライダーズと戦う。

イカファイア
第3話と第4話に登場。イカと火炎放射器の機械合成怪人。V3の戦闘を見て生み出された改造人間で、口から吐くファイア墨やエネルギーを消す砂、左腕の鞭が武器で、鞭を外すことで火炎放射器となる。また、体の吸盤で相手のエネルギーを吸い取る。声を自在に変えられる能力を持つ。
ダブルタイフーンを封じてV3を火刑に処そうとするが、その炎の風を吸収され復活したV3のライダー遠心キックを受けてテレビバエとともに爆死。

マシンガンスネーク
第5話に登場。ヘビとマシンガンの機械合成怪人。コブラやマシンガンに変化する右手や猛毒を持つ牙や舌が武器であるほか、ヘビへの変身能力を持つ。
村山博士の開発した新エネルギー理論の書類を奪うため、秘書の西崎を誘拐し、理論の解析を迫る。V3遠心キックを受けて敗北。
- 石ノ森章太郎の原案ラフを高橋章が立体デザインになおした怪人。
- 劇中ではマシンガンが3連装であるが、一部の写真では2連装になっている。

ハンマークラゲ
第5話と第6話に登場。クラゲとハンマーの機械合成怪人。左手からの電流、右手のハンマーと鋼鉄鎖分銅がついたチェーンハンマーが武器。
マシンガンスネークの後を継ぎ、秘書の西崎に理論の解析を迫る。V3スクリューキックを受けて敗北。
- 石ノ森章太郎の原案ラフを高橋章が立体デザインになおした怪人。

ナイフアルマジロ
第7話と第8話に登場。アルマジロとナイフの機械合成怪人。人工心臓学の権威である河井博士の人工心臓手術によって蘇生された被験者・山本が再改造手術を受けたことで変異した姿。堅固な皮膚と体を丸めた後、体当たりをする弾丸鋼鉄球、右手の伸縮自在のナイフが武器。また、鼻からは発狂ガスを噴射する。
一度はV3ダブルアタックを受け敗れるが、博士の手術によって再生する。その後、V3ドリルアタックを受け、爆死する。
- 劇場版の脚本では再生怪人の1体として登場が予定されていた。

ノコギリトカゲ
第7話と第8話に登場。トカゲと電動ノコギリの機械合成怪人。デストロン初の女性怪人である。鋼鉄製の牙と右手の電動ノコギリが武器。また、頭にある角によって超能力を操る。
河井博士の死人の蘇生研究を利用するため、人工心臓手術を行う博士を誘拐。その後、ナイフアルマジロを再生し、V3ダブルアタックを受け、爆死。
- 八木功によると、ノコギリの市松模様は素材のバスマット（お風呂マット）の模様が浮き出たとのことだが、田﨑竜太と寺田克也は回転がわかるようにと予想していた。
- 映画『仮面ライダー THE NEXT』に登場するチェーンソーリザードは、ノコギリトカゲをモチーフとしている。

レンズアリ
第9話と第10話に登場。アリとレンズの機械合成怪人。目から5,000℃の破壊熱線を放ち、左手の万力を武器に戦う。また、ドリル状の両足で地中を掘り進む。モトクロスレースの参加選手を誘拐し、デストロンレーサー地獄部隊に改造させ、人工衛星用の核物質を奪取させようとする。
V3きりもみキックを受け、敗北。
- 八木功によれば、目を開きフラッシュを焚くギミックには苦労させられたという。

カミソリヒトデ
第9話と第10話に登場。ヒトデとカミソリの機械合成怪人。右手の刃部分にデストロンマークがあるカミソリが武器で、折られたとしてもすぐに復元が可能。また、胸から発火性の泡を放つ。レンズアリとともに人工衛星用の核物質を奪取しようとする。
V3きりもみキックを受け、爆死。
テレビスペシャル『10号誕生!仮面ライダー全員集合!!』
バダンのコピー怪人として登場。10人ライダーと闘うが、時空破断システムに巻き込まれる。
- スーツはアトラクション用のもので、偶然残っていたため、登場することとなった。

ピッケルシャーク
第11話と第12話に登場。サメとピッケルの機械合成怪人。海洋生物学の中原博士によって改造された。右腕のピッケルが武器で、ここから強烈な光を伴った1万ボルトの電流を放つピッケルフラッシュという技を持つ。
その後、デストロンから脱走し、志郎にアジトの位置を教えた中原を殺害し、アジトに潜入したV3を抹殺しようとするが、V3反転キックを受けて爆死。

ドリルモグラ
第11話と第12話に登場。モグラとドリルの機械合成怪人。正体は珠純子に付きまとっていた黒田雄二で、ピッケルシャークによって拉致され、犬神博士により作られた改造人間で、珠純子と結婚しようと企み、純子が恋心を抱く志郎を始末しようとし、その報酬に純子との結婚式を挙げる。頭部の回転するドリルが武器。
V3反転キックを受け、爆死。

ジシャクイノシシ
第13話に登場。イノシシと磁石の機械合成怪人。左手のスーパー磁石はV3の電子頭脳をも狂わせるほど強い磁力を発生させることができ、磁力を利用したジシャクバリアーを張って身を守る。時速300キロメートルで突進するイノシシダッシュと呼ばれる突進攻撃を持つ。他人に化けることができるが、その状態でも体からは磁力が発せられている。
スーパー磁石で新幹線破壊を企て、V3と応戦するが、逆ダブルタイフーンで死を偽装されていたV3に阻止される。その間にドクトルGを日本に上陸させる「G作戦」を実行する。そして、再び変身が可能になったV3のV3電熱チョップでスーパー磁石を切断され、イノシシダッシュをかわされたことで崖から転落し自爆するものの、G作戦は成功した。

ガマボイラー
第14話に登場。ガマガエルとボイラーの機械合成怪人。ボディにはデストロンマークが記されている。胸からの溶解ガスや、死に際に噴出する相手のエネルギーを奪う泡状の体液が武器。
1号と2号の遺したV3の秘密を奪おうと三浦海岸で国際警察官ジョージ・カマモトを襲うが失敗し、秩父山中でV3と戦闘になり、V3に体液を浴びせた後、自爆した。

バーナーコウモリ
第15話に登場。コウモリとバーナーの機械合成怪人。口から7,000℃の火炎を吐く。また、翼によって風速3千メートルの風を起こす。
ガマボイラーによってダメージを負ったV3を襲うが、逆ダブルタイフーンを受け、敗北。
- 鳴き声は、関連書籍では「アームー」と表記されるが、「あンぶりー」とする説もあり、『OFFICIAL FILE MAGAZINE 仮面ライダー』では後者がコウモリからコウモリ傘を発想しての「アンブレラ」に由来するものと推測している。演じた八代駿は『仮面ライダー大全』112頁のインタビューで「傘の怪人で「あんぶれらー」と鳴いたものがある」と述べており、『OFFICIAL FILE MAGAZINE 仮面ライダー』ではこれはバーナーコウモリを指したものと推測している。

ミサイルヤモリ
第16話に登場。ヤモリとミサイルの機械合成怪人。保護色で姿を消す能力や、人間を窒息させる吸盤を持つ。背中の大型ミサイルと左腕の3門の小型ミサイルが武器。
ミサイルを使い、京浜工業地帯の石油コンビナートを爆破する「D-18計画」を実行しようとするが、V3回転フルキックの前に倒される。

スプレーネズミ
第17話と第18話に登場。ネズミとスプレーの機械合成怪人。右腕の10メートルまで伸びる伸縮自在のパワーアームと、敵を食い千切るマウスカッターが武器で、ペストに酷似した新種の病原菌のデビルスプレーをパワーアームから噴射する。
右腕をV3キックで折られ、爆死。

クサリガマテントウ
第17話と第18話に登場。テントウムシと鎖鎌の機械合成怪人。腰から放つテントウミサイルと、左手にあるトゲ付き鉄球が付いた鎖鎌・スネークチェーンと脇腹にあるライフル・わきばら銃が武器で、スネークチェーンを敵に巻き付けて3千ボルトの電流を流す。体内にスネークチェーンの予備を格納している。
スプレーネズミの作戦のための陽動として、脱走者に化けたり、デストロンを裏切ったフリをしたが、全て志郎には見抜かれており、V3キックを受けて敗北。

ハリフグアパッチ
第19話に登場。魚雷とハリセンボンの機械合成怪人。全身に生えている爆破するトゲ・シビレトゲ、左肩から放つフグ魚雷と鼻から噴射する毒液が武器。
フグ魚雷によって船舶を爆破し、竜の子崎沖の支配権を掌握し、組織の領海にすることが使命。そして、そのフグ魚雷の製造のために必要な人間たちの誘拐が目的。V3きりもみキックを受け、敗北。
- 元々は『仮面ライダー』で「凶悪!フグアパッチ!!ショッカー島の決斗」にショッカー怪人として登場予定だった。

ギロチンザウルス
第20話と第21話に登場。恐竜とギロチンの機械合成怪人。口から吐く火炎と右腕のギロチンが武器。また、左腹の首枷で敵の首を固定する。
ドクバリグモとともに、SS装置の催眠音波を使った「四国占領作戦」実行のため、それを組み立てるのに必要な深沢博士を捕えようとし、V3の四国上陸を妨害する。V3回転キックを受け、爆死。

ドクバリグモ
第20話と第21話に登場。クモと注射器の機械合成怪人。右手にある、注入された人間を操るコントロールビールスが入った注射器が武器だが、自分にも害がある。全身にしびれ毒が付いたトゲが生えている。また、毒蜘蛛への変身能力を持つ。ビールスの血清は左脇腹にある。
ギロチンザウルスとともに、SS装置の催眠音波を使った「四国占領作戦」実行のため、それを組み立てるのに必要な深沢博士を捕えようとする。V3反転キックを受け、爆死。

ウォーターガントド
第22話に登場。トドと水中銃の機械合成怪人。口から吐くグロブタンガスを原料とした毒ガスと銛を撃ち出す。水中銃が武器。
関東一円に初島で製造した毒ガス入り気球を乱気流に乗せ、散布させようとした。だが、V3に追い駆けられたため阻止され、V3回転フルキックを受けて爆死。

プロペラカブト
第23話に登場。カブトムシとプロペラの機械合成怪人。正体は志郎の旧友黒田狂一。活動エネルギー源は女性の血液で、右手のプロペラと左手のヘラ、口から吐く毒液が武器。また、プロペラは投擲武器としても使用が可能。水中を移動できる。
戦闘員の素材となる人間を誘拐し、誘拐した女性は生き血を採取し、男性は戦闘員へと改造させる。V3反転キックを受け、敗北。

ゴキブリスパイク
第24話に登場。ゴキブリとスパイクの機械合成怪人。口から吐く1メートル以内の人間に高熱伝染病を起こす特殊細菌と右腕のスパイクが武器。
細菌ガスによる「細菌汚染作戦」を画策。大里細菌研究所の家事手伝い募集を申し込んだ女性たちを、細菌ガスの実験台とした。V3反転キックを受け、敗北。

カマキリメラン
第25話に登場。カマキリとブーメランの機械合成怪人。体にあるトゲと左手の鎌、10キロメートル先にいる人間の首を落とすことができる右肩の殺人ブーメランと触角のノコギリが武器。鎌とブーメランをこすり、特殊な音を発することで、デストロンレインジャー部隊と交信する。
ミイラビールスを貯水タンクに撒き、都民のミイラ化をしようとする「ミイラ作戦」に従事する。デストンレインジャー部隊の育成および陣頭指揮担当であったが、部隊とともに移動していたところを工藤俊一に目撃され、彼を殺害。その後、志郎と俊一の弟・健二を山小屋に追い詰めるが、第2部隊の作戦のための陽動であったことを漏らした後、V3回転フルキックを受けて爆死。

ヒーターゼミ
第26話に登場。セミとヒーターの機械合成怪人。喉を渇かせる特殊音波と全身の灼熱化、指先からの小型ミサイルが武器。セミへの変身能力を持つ。
東京都の浄水場にミイラビールスを混入して全滅させる「ミイラ作戦」実行のため、ミイラビールスの血清を作ることができる田口博士の娘・田口晴美を名乗り、V3に近づく。V3回転フルキックを受けて爆死。

ワナゲクワガタ
第27話と第28話に登場。クワガタムシと鉄輪の機械合成怪人。相手の首にかけて絞殺する鉄輪「死巻」と左腕からの煙幕と、吸った人間を呼吸困難にさせる猛毒ガス・ギラードガンマーが内包されたガス弾が武器。また、角からもギラードガンマーを吐く。
5大幹部が指揮する「日本全滅作戦」のサポートを任務することとなり、V3の妨害が目的。強化キックを受け、ペトンガラスに打ち付けられ、爆死。
- 最終話の脚本では死人コウモリではなくワナゲクワガタが登場する予定であった。

カメラモスキート
第29話に登場。蚊とカメラの機械合成怪人。左眼にあるカメラで撮影した人間への変身能力や虚像の投影能力を持つほか、ミニモスキートを操ることも可能。ドリルのように回転する手が武器。
デストロンハンターが奪ったマイクロフィルムの奪還が使命。佐久間ケンのカバンにミニモスキートを仕込んで、フィルムの入ったカバンを奪うが、志郎によって中身がすり替えられたため、インターポールの田所局長に化け、志郎に近づくが、変身を見破られ、V3ボディアタックを受け、敗北。

#### キバ一族
「キバ族」とも。キバ男爵が率いる怪人軍団。全員がキバを持っているのが特徴で機械合成怪人を凌ぐパワーを持ち、V3や1号・2号を苦しめた。ドーブー教を行動原理としており、祈祷や魔術によって怪人たちに力を与える。

ドクロイノシシ
第31話に登場。イノシシの改造人間。巨大な牙状の槍・猛毒牙、左手にあるダイヤモンドより硬い鉤爪、触れた相手を白骨化させる牙が武器で、その相手を悪魔の太鼓の音で操る。また、時速500キロメートルで走ることも可能。
小渕沢の人々を襲い操ることで、V3と闘わせる。V3フライングキックを受け、爆死。

オニビセイウチ
第32話に登場。セイウチの改造人間。生き血を飲んだ相手に変身する能力や、鬼火を操る能力、人間を腐らせる人魂ガスを口から吐く技がある。時速200キロメートルで泳ぐことが可能で、水中戦を得意とする。
藤兵衛の旧友・伊藤に成りすまし、鬼火沼の山荘でキャンプに来たライダー隊を待ち伏せ全滅させようとするが、戦闘員を捕まえたV3によって阻止され、V3回転フルキックを受けながらもアジトへとV3を誘導するが、そこで死亡する。
第43話以降のエンディング映像にも登場している。
- 名称は鬼火セイウチと漢字表記される場合もある。企画段階での名称はヒトダマセイウチであった。

ユキオオカミ
第33話に登場。オオカミの改造人間。噛んだ相手を狼人間（獣人）に変える能力や、志郎をも凍らせた強力な冷気ウルトラブリザードが武器。
人工光化学スモッグの研究者・寒川博士を脅迫し、殺人光化学スモッグにあてると爆発する光線を使った作戦を実行しようとする。V3きりもみチョップを受け、敗北。
- 第43話以降のエンディング映像にも登場している。
- 『ぱちんこ仮面ライダー轟音』では、新生ショッカーの怪人として登場。

魔女スミロドーン
第34話に登場した、キバ一族の母なる魔女。キバ男爵の祈祷により100万年の眠りから目覚めた。姉小路と名乗る。人間態ではキバ男爵の知り合いと称して本郷に猛毒塗りの呪いの人形を贈り付けたり、彼の病院に行った藤兵衛を閉じ込めたりするなどの巧みな作戦をとった。バイカーの衣服を着て牙の形をしたバイク（牙型マシン）を乗りこなす。

原始タイガー
魔女スミロドーンが変身する、サーベルタイガーの怪人。
怪人態での戦闘能力はライダー単体より上である。針金状の毛を持つ体での体当たりを得意とする。牙はミサイルになる。口から吐く炎と高熱性の猛毒を持つ牙や爪を駆使してライダーたちを苦しめたが、最後はライダートリプルパワーで倒された。
- 怪人態では男性の声質となり、人間態でも男性よりの口調である。『CR仮面ライダーV3』では一人称が「俺様」である。
- 第43話以降のエンディング映像にも登場している。
- 脚本での名称は原始虎。
- 『ぱちんこ仮面ライダー轟音』では、新生ショッカーの怪人として登場。

#### ツバサ一族
「ツバサ族」「ツバサ軍団」とも。ツバサ大僧正が率いる怪人軍団。ほぼ全員が飛行能力を持っているのが特徴であり、空中戦に慣れていないV3を大いに苦しめた。チベットに伝わる密教「まんじ教」が行動原理。

火焔コンドル
第36話に登場。南米ペルーのインカ帝国遺跡から飛来したコンドルの改造人間。口からインカの呪われた火を吐き、妨害電波を発することも可能。また、ミサイル弾となっている爪も武器である。
修行僧に化け、「日本乗っ取り作戦」のためにデストロンへの協力を拒む重要施設の責任者たちを襲っていたところ、駆けつけたV3を一度は倒すが、特訓によって取得したビッグスカイパンチとビッグスカイキックを受けて墜落し、爆死する。
- 第43話以降のエンディング映像にも登場している。
- 名称は火炎コンドルと表記される場合もある。

コダマムササビ
第37話に登場。ムササビの改造人間。牙や爪に仕込まれ、触れた人間をムササビに変えるムササビ毒を持つほか、手首から毒ミサイルを放つ。
毒を受けた人間をムササビ型の死骸に変えることができ、ムササビに化けて滑空する。
「ムササビ作戦」により休火山の大雪山の噴火を装ってムササビ毒を都市に降り注ごうとした。ムササビの森でテストを行っていたところ、V3と一戦交え、道連れに自爆を図るが、逆ダブルタイフーンで阻止され、V3トリプルパンチを受け爆発し、白骨化した。
名称は木霊ムササビと漢字表記される場合もある。

ドクガーラ
第38話に登場。蛾（毒蛾）の改造人間。口からは仕込みナイフを伸ばし、羽根からは毒鱗粉を放つ。また、人を白骨化させる毒蛾を操ることも可能。
山北のデストロンアジトの警護が使命で、近づく者たちを次々と殺害していった。ハリケーンラストダッシュを受けて地面に激突し、爆死。
- 資料によっては、名称を殺人ドクガーラと記載している。

バショウガン
第39話に登場。芭蕉の改造人間。伸縮自在のツルや溶解液が武器。また、カエンバショウへの変身能力もある。
「保存人間計画」で改造人間用の素材となる人間を次々と地中に攫い、毒液を注射し、3万ボルトの電流を流して身体を小さくすることで保存する。V3スカイキックを受け、溶解する。
- 飛行能力を持たない植物怪人であるが、これは登場する第39話が『仮面ライダー』第4話のリメイクであったため、ストーリーの都合から植物怪人が必要であったことによる。平山による展開案では、フクロウをモチーフとした怪人の登場が予定されていた。
- 書籍『全怪獣怪人 下巻』では、名称を人喰いバショウガンと記載している。

#### ヨロイ一族
ヨロイ元帥が率いる怪人軍団。「ヨロイ族」や「ヨロイ軍団」とも称される。強固な防御力とパワーを併せ持った怪人が多いのが特徴であり、その多くが鎧のように硬い皮膚を持っている。これまでのデストロン怪人を上回る戦闘力を持ち、V3やライダーマンを苦しめた。
- ヨロイ一族の後はトゲ族の登場が予定されていたが、ヨロイ元帥の続投が決まり、最後までヨロイ一族が登場することとなった[20]。オニヒトデは軟体族、サイタンクはツノ一族、オニヒトデとシーラカンスキッドはヒレ一族、カメレオンはトゲ一族の怪人としてデザインされていた[25][83]。

ガルマジロン
第41話に登場。アルマジロの改造人間。正体は志郎の友人・高木裕介。鱗から放つ人間を溶かす毒液と右手の鉤爪、手足の付け根にある鋭い毛とボウガンが武器。鱗は本体から分離しての行動が可能。また、甲羅のトゲによるガルマジロンバック攻撃と呼ばれる技を持つ。体を丸めて突撃を行う。
志郎を騙して彼とともにアジトに潜入し、正体を明かした上で志郎にデストロンへの恭順を促すも聞き入れられず、V3回転フルキックを受けた後、高木の姿に戻り死亡。

カタツブラー
第42話に登場。カタツムリの改造人間。口からは粘着液を吐き、堅固な殻を使った渦巻き攻撃や、体内に卵を産みつけ、そこから孵ったカタツムリによって人間を操る能力を持ち、マンションに住む人間を操った。また、自己催眠能力や巨大なカタツムリへの変身能力を持つ。霧を使って自身の姿を消す。
胴体にV3キックを受け、溶解。

カマクビガメ
第43話と第44話に登場。カメ（ヘビクビガメ）の改造人間。口から毒ガスを吐き、子亀爆弾が武器。また、首を長く伸ばしたり、1トン近くまで体重を増加させることが可能。
デストロンを脱走した結城やその助手を追い、助手たちを皆殺害した。V3とライダーマンとの戦闘では、V3を丸呑みして優勢に立つが、V3脱出パワーによって体内から破壊され、爆死する。

サイタンク
第45話と第46話に登場。サイの改造人間。500トンのものを持ち上げる怪力と、両肩の相手を消し去る角と発射することが可能な頭部の大角が武器。最新の必殺技「V3マッハキック」すらはね返す剛強怪人。
ブラックサンタに化け、優秀な子どもたちを攫い、デストロンの幹部候補生の養成が使命。頭部の角をV3キックで折られ、ロープアームで身体を絡め取られたところにV3きりもみキックを受け、爆死。
- パチンコ『仮面ライダーフルスロットル』では、闇のライダーマンに変身する素体として登場。
- 『ぱちんこ仮面ライダー轟音』では、新生ショッカーの怪人として登場。

シーラカンスキッド
第47話に登場。シーラカンスの改造人間。口から風船状の泡爆弾を吐き、指先からは催眠ガスを放つ。シーラカンスへの変身能力を持つ。剛腕を活かした鯖折りで相手を絞め殺す。
結城を捕え、にせ結城丈二およびデストロンライダーマンに変身し、少年仮面ライダー隊の本部に時限爆弾を仕掛けようとした。必殺きりもみキックを受け、爆死。
デストロンライダーマン（にせライダーマン）
シーラカンスキッドがライダーマンの姿に変化した姿。その後、にせ結城丈二に変身した。右手から毒ガスを噴射する。

オニヒトデ
第48話に登場。ヒトデの改造人間。分裂し、敵の攻撃を無効化する能力や溶解液を吐く吸血ヒトデを操る能力を持つ。また、腹部にある口の牙で敵に噛み付いたり、巨大なヒトデへの変身能力を持つ。
東京都皆殺し作戦を実行した。首領の身辺警護のため、彼の潜伏する東都中央病院周辺に吸血ヒトデをばら撒くが、V3に計画が露呈してしまい、首領のいる特別室への侵入を許してしまう。そして、ライダーマンのネットアームで分裂による無効化を封じられ、V3三段キックを受けてガス状となって消滅。

カメレオン
第49話に登場。カメレオンの改造人間。改造人間の制御能力を狂わせるバタル弾を発射するバタルガンや周囲に同化する能力が武器。
結城を庇った志郎にバタル弾が命中したため、ジュンを利用して志郎を倒そうとするが、結城の治療によって全快したV3のV3きりもみキックを受け退散する。
吸血カメレオン
第50話に登場。カメレオンが強化改造された姿。血を吸われた人間を吸血鬼化する能力が加わり、伸縮自在の吸血舌が武器で、口から吸血鬼化させる毒ガスを吐く。
多くの子供たちの生き血を集める「新改造人間製造計画」が使命。みどり学園の子供を吸血鬼化させる。舌を抜かれた後、V3フル回転キックを受け、白い泡となって溶解する。

### デストロン戦闘員
デストロンの主戦力である一般兵士。白いサソリ模様の黒い全身タイツ服と、ドクロをイメージした白い模様の黒いマスクを着用する。他人への変身能力もある。
3.0の視力、100メートルを9.8秒の走力、6倍のジャンプ力など常人の5倍の体力を持ち、ゲルショッカー戦闘員以上の戦力を誇る。
ショッカー時代と同様、デストロンバックルには自爆機能が内蔵されている。キバ男爵配下の戦闘員は上腕部に2本のキバが交差したマークが入っており、トーテムポールへの変身も可能。ツバサ大僧正配下の戦闘員はこの装束の袖に長いフリンジを装着しており、空を飛べる。
マスクの白い縁取りの目の部分が尖っていないタイプの戦闘員もいる。左肩の部分のデザインが通常と異なる戦闘員も存在する。腰にはカッターナイフなどや毒矢、銃などの飛び武器を装着している場合がある。
用済みとなった戦闘員は処刑されたり、怪人などの実験台にされたりする。年齢を問わず能力の高い者はごく普通の男性が改造され、デストロンに拉致された男性が戦闘員に改造・脳改造されるなどして洗脳されている。改造の際には改造液を体内に注射して戦闘員化させるほか、洗脳して戦闘員化させることでデストロンに服従させる。『仮面ライダーV3カード』では、悪の細胞を培養して作り上げた人造人間と記述している。
- 放送開始前の第1回撮影会では、手袋とブーツが黄色であった[4][5]。

デストロンレインジャー部隊
V3抹殺のために特別に訓練された戦闘員のエリート部隊。「人間ザル」の異名を持つ。服装は通常戦闘員との差異は見られない。第2部隊も存在し、警察官に変身して風見を襲った。
科学者班（白戦闘員、科学者戦闘員）
黒いサソリ模様の白い全身タイツ服、赤い模様の白マスク、すその長い診察衣（白衣）を着用している。しかし、診察衣を着用しない場合やデストロンベルトを着用しない場合がある。スカウト、人質脅迫、金銭報酬などで集められており、優秀な科学者やその助手で構成されている。組織の頭脳を担う彼らには能力の低下を懸念して洗脳手術は免除されている。そのため、組織の非道な行いを看過できずに造反する者も少なからず現れていた。
結城丈二はここの筆頭的存在であり、助手も何人かマスクを脱いで素顔で登場した。当時の児童書では、結城がタイホウバッファローを製造しているカットも存在する。
女戦闘員
敵の陽動や拉致などの補助的な任務を遂行。第41話のみ戦闘に参加した。
第41話では黒のレオタード姿に赤いパレオを着用していたが、第49話でデストロンに拉致された少女ジュンは、通常戦闘員と同様の黒タイツ姿で登場した後、風見に助け出される。
レーサー地獄部隊
一流のレーサーが改造液を注入され、戦闘員として洗脳されたオートバイ部隊。普段はレース・ウエアに身を包んでいるが、戦闘時に戦闘員の姿となる。人工衛星用の核物質を強奪する。還元液によって元の姿に戻る。
首領親衛隊（親衛隊員）
首領の身辺を警護するエリート部隊。軍服を着用、通常戦闘員と同じマスクの上に制帽をかぶる。第48、51、52話に登場。
幹部
黒ずくめの三角頭巾に長衣を着用した一団。第1話での本郷の生前葬やデストロンパーティーに参加している。また、デストロン裁判での結城の処刑決議時には、同様の衣装を纏った最高幹部が登場している。
その他の作品での登場
『劇場版 仮面ライダーディケイド オールライダー対大ショッカー』
大ショッカーの戦闘員として登場。同作品ではショッカー戦闘員も大ショッカーの戦闘員として登場している。
『仮面ライダーオーズ/OOO』
第28話（仮面ライダーシリーズ通算1,000回記念話）で、元ショッカー戦闘員・千堂院の欲望から生み出された戦闘員軍団に混じって登場している。正体はヤミー（『オーズ』の怪人）。

## キャスト

### レギュラー
- 風見志郎 / 仮面ライダーV3 - 宮内洋
- 立花藤兵衛 - 小林昭二
- 珠純子 - 小野ひずる
- 珠シゲル - 川口英樹（4話 - 52話）

### 準レギュラー
- ドクトル・ゲー - 千波丈太郎（13話 − 30話）
- キバ男爵 - 郷鍈治（31話 - 35話）
- ツバサ大僧正 - 富士乃幸夫（35話 - 40話）[C 1]
- ヨロイ元帥 - 中村文弥（40話 - 52話）[C 2]
- 佐久間ケン - 川島健（29話 - 32話、35話、36話）[C 3]
- 本郷猛 / 仮面ライダー1号 - 藤岡弘（1話、2話、33話、34話）[注釈 43]
- 一文字隼人 / 仮面ライダー2号 - 佐々木剛（1話、2話、33話、34話）[注釈 43]
- 結城丈二 / ライダーマン - 山口暁（43話 - 51話）

### 声の出演
- ナレーター - 中江真司
- デストロン首領 - 納谷悟朗

### 主なゲスト出演者
※参考文献：『仮面ライダー大図鑑(3)』（バンダイ・1991年）、『仮面ライダーV3大全』（双葉社・2001年）
- 風見達治[注釈 44] - 加賀邦男 (1話)
- 風見綾[注釈 44] - 真咲美岐 (1話)
- 風見雪子[注釈 44] - 関口英利子 (1話、50話)
- 作業員[注釈 44] - 篠田敏夫 (1話)
- 敏夫 - 石井政幸 (4話)
- 村山博士 - 山岡徹也 (5話)
- 西崎道子 - 前田通子 (5話、6話)
- 西崎ツトム - 小松陽太郎 (5話、6話)
- 堀川守 - 藤江喜幸 (5話、6話)
- 堀川節子 - 村井美恵 (6話)
- 河井三郎 - 池田忠夫 (7話、8話)
- 河井タダシ - 染谷利貴 (7話、8話)
- 京子 - 真木沙織 (7話、8話)
- 中原博士 - 杉山俊夫 (11話)
- 犬神博士 - 花巻五郎 (11話、12話)
- 陽子 - 田所陽子 (13話)
- ドライバー - 奥村公延 (13話)
- ジョージ・カマモト - 団巌 (14話)
- 岡島博士 - 有馬昌彦 (15話)
- 岡島珠美 - 泉陽子 (15話)
- 井村耕作 - 宇南山宏 (16話)
- 高瀬ユリ子 - 堀越光恵 (17話、18話)
- 市村明雄 - 堀部隆一 (17話、18話)
- 佐々木 - 川上大輔 (17話、18話)
- 中村有三 - 長沢大 (19話)
- 深沢秀雄 - 二瓶秀雄 (20話、21話)
- 塚本 - 斉藤真 (20話)
- 健一 - 石井政幸 (20話、21話)
- 健一の姉 - 森桃江 (20話、21話)
- 早瀬タカオ - 皆川良光 (22話)
- 黒田幸子 - 山田圭子 (23話)
- 老婆・しげ - 田中筆子 (24話)
- 大里博士 - 上田忠好 (24話)
- 工藤健二 - 奥野建明 (25話)
- 工藤俊一 - 高島稔 (25話)
- 登山パーティー - 山田貴光、木下陽夫、新海丈夫 (25話)
- 死神博士 - 天本英世 (27話、28話)
- ブラック将軍 - 丹羽又三郎 (27話、28話)
- ゾル大佐 - 宮口二郎 (27話、28話)
- 地獄大使 - 潮健児 (27話、28話)
- 伊藤正太郎 - 渡辺一矢 (27話)
- 伊藤正一 - 鈴木志郎 (27話)
- 医師 - 河合弦司 (27話)
- 田所 - 田島義文 (29話、30話)
- デストロンハンター - 高田裕史〈4号〉(29話)、山西道広〈1号〉(30話) ほか
- 宮田トシ子 - 斉藤浩子 (31話)
- トシ子の両親 - 長沢大、上田みゆき (31話)
- 伊藤 - 中井啓輔 (32話)
- 寒川博士 - 三島耕 (33話)
- 寒川弓子 - 菅沢恵美子 (33話)
- 魔女スミロドーン - 山崎知子 (34話)
- 宮本経済長官 - 湊俊一 (35話)
- 中田科学局長 - 南川直 (35話)
- 井沢局長 - 河合弦司 (36話)
- 田村昭景 - 見明凡太朗 (37話)
- カヨ子 - 乗附登志子 (37話)
- 学者 - 団巌 (37話)
- 安藤 - 平凡太郎 (38話)
- 安藤ツヨシ - 小塙謙士 (38話)
- 山田正子 - 津々井和枝 (39話)
- 山田修一 - 松田洋治[C 4] (39話)
- 小川辰夫 - 松坂雅治 (40話)
- 小川清志 - 奥野建明 (40話)
- 山下喜作 - 綾川香 (41話)
- 山下ヨウコ - 小沢かおる (41話)
- 山下ミツコ - 宮原由美 (41話)
- 川田亜沙子 - 佐々木順子 (42話)
- 川田美沙子 - 粟屋芳美 (42話)
- 須藤 - 高田裕史[C 5] (42話)
- 片桐二郎 - 平野康 (43話)
- 片桐幸江 - 井上真彩子 (43話、44話)
- 津村ひろし - 高橋仁 (45話、46話)
- 津村めぐみ - 東啓子 (45話、46話)
- 津村定吉 - 徳大寺伸 (45話、46話)
- マサト - 久保木利貴 (48話)
- エツ子 - 駒沢とよこ (48話)
- ジュン - 北原和美(49話)
- 須藤健一 - 半藤浩 (50話)
- 木村先生 - 服部マリ (50話)
- 西岡保 - 打田康比古 (51話)
- デストロン医師 - 小倉雄三 (51話)

### スーツアクター
V3役は中屋敷鉄也が主に担当したが、第1話・第2話のみ前作から引き続き1号を演じた。
ライダーマン役はアクション以外の多くを変身前と同じく山口が演じ、アクションでは数名が担当した。
トランポリンは前作ではJACが担当したが、本作品以降は大野剣友会がトランポリンも担当することとなった。
- 仮面ライダーV3（メイン）[出典 4]、仮面ライダー1号（第1話・第2話）[95][99] - 中屋敷鉄也
- 仮面ライダーV3（第1話・第2話）[99][95]、ライダーマン（スタント）[99][96] - 中村祐
- 仮面ライダーV3（トランポリン）[95] - 佐藤巧
- ライダーマン（アップ）[99][95] - 山口暁
- ライダーマン（スタント）[出典 5]、仮面ライダー2号[101] - 河原崎洋夫
- ライダーマン（スタント）[99] - 千代田恵介
- 仮面ライダー1号[102]、ライダーマン（スタント）[出典 6]、怪人[注釈 47][99] - 新堀和男
- 怪人[注釈 49][99][95] - 岡田勝
- ハサミジャガー[31] - 小林貞夫
- ライダーマン[104]、怪人[105][注釈 50] - 池田力也
- カミソリヒトデ[52] - 石塚信之
- ガマボイラー[59]、原始タイガー[74] - 中村文弥
- ユキオオカミ[74] - 渋谷秀美

## スタッフ
『V3』制作当時の生田スタジオは多数の作品を手がけるようになり、監督陣は流動的であった。メイン監督の山田稔は第31話・第32話と第41話・第42話も担当する予定であったが、実際には第27話・第28話を最後に『イナズマン』へと移動した。奥中惇夫は第3話・第4話を担当したのみで『ロボット刑事』へ、前半のローテーションを担った田口勝彦は『どっこい大作』へとそれぞれ移動している。後半は『ロボット刑事』を終えた内田一作と折田至がメインを務めた。
第9話・第10話の脚本は、映画『不良番長』シリーズの監督である内藤誠とその助監督である佐伯俊道が共同執筆した。内藤は息子が仮面ライダーのファンであったことや、テレビドラマ『ゴールドアイ』で宮内洋がゲスト出演した回の監督を務めていたことなどから、プロデューサーの平山亨や阿部征司に執筆を申し出た。
第49話の脚本は助監督の長石多可男が担当した。このストーリーは、長石が他の助監督らと生田スタジオに泊まりこんだ際に酒の席で挙がった話が基になっている。
- 原作 - 石森章太郎
- 連載 - たのしい幼稚園、テレビマガジン、冒険王、おともだち、テレビランド
- 企画 - 平山亨、阿部征司
- 脚本 - 伊上勝、鈴木生朗、島田真之、内藤まこと、佐伯俊道、滝沢真理、塚田正熙、海堂肇[注釈 51]、長石多可男、平山公夫
- 音楽 - 菊池俊輔
- 監督 - 山田稔、奥中惇夫、塚田正煕、田口勝彦、折田至、内田一作
- 技斗 - 高橋一俊（大野剣友会）
- 撮影 - 川崎龍治、原秀夫
- 照明 - 太田耕治
- 美術 - 八木功・島田定信（エキスプロダクション）
- 仕上音響 - 映広音響
- 録音 - 太田克己
- 編集 - 菅野順吉、池原文雄、武中昭世
- 選曲 - 武田正彦
- 効果 - 協立効果
- 記録 - 増田美代子、紀志一子
- 助監督 - 長石多可男、福島孔道、高橋正治、鈴木隆志、平山公夫、梅田味伸
- 進行主任 - 大里俊博、大竹昭男、伊藤隆造、斉藤正勝、古泉雅
- 制作担当 - 佐久間正光
- 衣裳 - 東京衣装
- 現像 - 東映化学
- トランポリン - 三隅修（JAC）、佐藤巧（大野剣友会）
- オートバイ協力 - 鈴木自動車
- 制作 - 毎日放送、東映

## 音楽

### 主題歌

#### オープニングテーマ
「戦え! 仮面ライダーV3」
作詞：石森章太郎 / 作曲・編曲：菊池俊輔 / 歌：宮内洋、ザ・スウィンガーズ（SCS-192）
オープニング映像はライダーマン編となる第43話から全面変更されたが、結城丈二 / ライダーマンに関する描写はなかった。この他にも初期話数において、細かなマイナーチェンジが行われている。

#### エンディングテーマ
「少年仮面ライダー隊の歌」（第1話 - 第42話）
作詞：八手三郎 / 作曲・編曲：菊池俊輔 / 歌：水木一郎、コロムビアゆりかご会（SCS-192）

「走れハリケーン」（第43話 - 最終話）
作詞：能見佐雄 / 作曲・編曲：菊池俊輔 / 歌：子門真人、コロムビアゆりかご会（KKS-4076）
作詞の能見佐雄は、毎日放送プロデューサー左近洋一の変名である。原稿では石井照子との連名であった。

### 挿入歌
オープニングとエンディング同様、作・編曲はすべて菊池俊輔。「デストロン讃歌」、「V3のマーチ」、「V3アクション」、「仮面ライダー讃歌」の冒頭には効果音とセリフが入っている。ライダーマンのテーマ「ぼくのライダーマン」は本作品の劇中でも使用されたが、『仮面ライダーV3』のLPレコード（KKS-4076）はすでに発売されていたため、次作『仮面ライダーX』のLPに収録された。
「仮面ライダー讃歌」
作詞：田中守、丘灯至夫 / 作曲・編曲：菊池俊輔 / 歌：子門真人

「不死身の男」
作詞：島田真之、丘灯至夫 / 作曲・編曲：菊池俊輔 / 歌：水木一郎

「V3アクション」（第52話）
作詞：石森章太郎 / 作曲・編曲：菊池俊輔 / 歌：子門真人

「V3の一人歌」
作詞：田中守、丘灯至夫 / 作曲・編曲：菊池俊輔 / 歌：水木一郎

「V3のマーチ」
作詞：伊上勝、丘灯至夫 / 作曲・編曲：菊池俊輔 / 歌：水木一郎、コロムビアゆりかご会

「デストロン讃歌」
作詞：土井信 / 作曲・編曲：菊池俊輔 / 歌：日本合唱協会

「V3の子守唄」
作詞：中瀬当一、丘灯至夫 / 作曲・編曲：菊池俊輔 / 歌：井上裕子

「ぼくらの仮面ライダーV3」
作詞：中瀬当一、丘灯至夫 / 作曲・編曲：菊池俊輔 / 歌：コロムビアゆりかご会

「ぼくのライダーマン」（第51話）
作詞：田中守 / 作曲・編曲：菊池俊輔 / 歌：コロムビアゆりかご会
作詞は東映プロデューサー平山亨の変名である田中守名義となっているが、実際に作詞したのは平山の妻であった。平山の妻は作品はほとんど見ておらず、企画書からのインスピレーションで執筆したという。

## 制作

### 企画経緯
仮面ライダー3号の登場は元々、「少年仮面ライダー隊の発足」や「ショッカーに代わる新組織登場」と併せ、前作の2年目後半の番組強化策として検討されていたものであり、当初は前作で1号・2号に協力していたFBI捜査官・滝和也がライダー3号となる予定だった。だが、少年仮面ライダー隊が好評を得たことから3号登場案は温存され、次番組の主人公として違う人物がライダー3号として登場することとなり、次番組の第2話を『仮面ライダー』の第100話として捉えて前作を締めくくることとなった。
新番組として立ち上げられた『仮面ライダーV3』は、1号・2号の能力を併せ持つ仮面ライダーV3と動植物に機械を加えたデストロン怪人の対決という構図により番組の強化を体現し、「26の秘密」を巡る縦軸のストーリー展開や前後編形式の導入など、ドラマ性の拡大による前作との差別化にも重点が置かれた。その一方、前作に登場していた立花藤兵衛や少年仮面ライダー隊を継続して登場させることにより、前作からの連続性も維持している。
プロデューサーの平山亨による企画案では『マスクライダー』『ライダー仮面』『ライダーマン』、その後の制作会議では『仮面ライダー3』『仮面ライダーX』などのタイトルが検討されていた。
競合番組の多い4月の改編期より前に新ヒーローを登場させて視聴者の支持を獲得したいという毎日放送の戦略により、改編期とは関係のない2月半ばに番組が開始されることとなった。

### 作品内容の変遷
第1話 - 第12話
V3誕生編。「26の秘密」と呼ばれる必殺技や特殊能力を戦いの中で解き明かしていくという謎解きの展開、前作のゲルショッカーの「合成怪人」というコンセプトをさらに推し進めた機械と生物の合成による怪人との戦い、合成怪人が2体登場する前後編ストーリーが特徴。
しかし、V3の苦戦と「26の秘密」の解明につながるという展開が、V3は弱いというイメージを印象づけてしまうなどの問題が発生し、軌道修正が行われた。

第13話 - 第30話
デストロン初代幹部・ドクトルGが登場する。合成怪人との戦いというコンセプトは変わらないが、「26の秘密」を解明する展開は削除され、2体の怪人が登場する前後編でのストーリー展開ではややテンポがダウンすることから、1体の怪人が登場する1話完結ストーリーが中心となる。ドクトルGの存在感、劇場版と同時進行する第20話・第21話の四国ロケ、第19話と第22話の静岡県ロケ、劇場版での1号・2号との競演、第22話 - 第24話の怪談シリーズ、第27話・第28話での前作の大幹部たちの復活、志郎のパートナー・佐久間ケンの登場など、多くのイベントが盛り込まれた。

第31話 - 第40話
視聴率にもかげりが見えてきたことで怪奇性の強化を図るべく、デストロンと結託した怪人部族の長であるキバ男爵とツバサ大僧正を登場させた。それぞれ5話ずつ短期間の登場となったのは、タイアップしている月刊幼年誌向けに月1回話題を提供する意図による。これに伴い、怪人コンセプトも合成怪人から単一の生物怪人に戻しているが、各部族ごとに特徴を大きく取り上げると共に、呪術的な意味合いを加えていた。短期間内の幹部怪人との決戦、1号・2号・V3の共闘（第33話・第34話）、原点を見直す意図による前作エピソードのリメイク（第39話 - 第42話）など、様々な試みが行われた時期でもある。

第41話 - 第52話
怪人部族との結託は一段落し、最後の大幹部・ヨロイ元帥の登場によってデストロンのイメージは初期に近くなる。さらに、ヨロイ元帥の陰謀によってデストロンを追われた元科学者という過去を持つサブヒーロー・ライダーマンこと結城丈二の登場による三つ巴のドラマなど、最後まで多くの話題が提供され続けた。

### 撮影
風見志郎を演じた宮内洋が後年にインタビューで語ったところによれば、撮影で使用した火薬の量は彼の要望もあって前作の3倍に及んだうえ、四国のとある島で使用した際には「爆発で島にヒビが入った」と観光協会から、神奈川県の海中で使用した際には「爆発のせいで魚がいなくなる」と漁業組合から、それぞれクレームがあった。そのため、スタッフは年中謝っていた。

## 放送日程
| 放送日         | 放送回 | サブタイトル                              | 登場怪人およびゲスト仮面ライダー                                                                                                  | 脚本                | 監督     |
| -------------- | ------ | ----------------------------------------- | --- | ------------------- | -------- |
| 1973年02月17日 | 1      | ライダー3号 その名はV3！                  | - ハサミジャガー（人間態（神父） - 永井柳太郎 / 声 - 沢りつお） - カメバズーカ（声 - 峰恵研） - 仮面ライダー1号 - 仮面ライダー2号 | 伊上勝              | 山田稔   |
| 2月24日        | 2      | ダブルライダーの遺言状                    | - ハサミジャガー（人間態（神父） - 永井柳太郎 / 声 - 沢りつお） - カメバズーカ（声 - 峰恵研） - 仮面ライダー1号 - 仮面ライダー2号 | 伊上勝              | 山田稔   |
| 3月03日        | 3      | 死刑台のV3                                | - テレビバエ（人間体（関三郎） - 山田禅二 / 声 - 沢りつお） - イカファイア（声 - 八代駿）                                         | 伊上勝              | 奥中惇夫 |
| 3月10日        | 4      | V3の26の秘密!?                            | - テレビバエ（人間体（関三郎） - 山田禅二 / 声 - 沢りつお） - イカファイア（声 - 八代駿）                                         | 伊上勝              | 奥中惇夫 |
| 3月17日        | 5      | 機関銃を持ったヘビ人間！                  | - マシンガンスネーク（声 - 辻村真人）（第5話） - ハンマークラゲ（人間態 - 河合弦司 / 声 - 峰恵研）                                | 鈴木生朗            | 塚田正煕 |
| 3月24日        | 6      | ハンマークラゲ出現！ 放て、V3の必殺わざ!! | - マシンガンスネーク（声 - 辻村真人）（第5話） - ハンマークラゲ（人間態 - 河合弦司 / 声 - 峰恵研）                                | 鈴木生朗            | 塚田正煕 |
| 3月31日        | 7      | ライダーV3 怒りの特訓                     | - ナイフアルマジロ（人間体（山本） - 内田嵐 / 声 - 山下啓介） - ノコギリトカゲ（人間態（謎の女） - アイ・モニカ / 声 - 沼波輝枝） | 島田真之            | 山田稔   |
| 4月07日        | 8      | 危しV3！ 迫る電気ノコギリの恐怖           | - ナイフアルマジロ（人間体（山本） - 内田嵐 / 声 - 山下啓介） - ノコギリトカゲ（人間態（謎の女） - アイ・モニカ / 声 - 沼波輝枝） | 島田真之            | 山田稔   |
| 4月14日        | 9      | デストロン地獄部隊とは何か!?              | - レンズアリ（人間態（屋敷の主） - 北九州男 / 声 - 辻村真人） - カミソリヒトデ（声 - 市川治）                                     | 内藤まこと 佐伯俊道 | 田口勝彦 |
| 4月21日        | 10     | ダブル・タイフーンの秘密                  | - レンズアリ（人間態（屋敷の主） - 北九州男 / 声 - 辻村真人） - カミソリヒトデ（声 - 市川治）                                     | 内藤まこと 佐伯俊道 | 田口勝彦 |
| 4月28日        | 11     | 悪魔の爪がV3をねらう!!                    | - ピッケルシャーク（声 - 八代駿） - ドリルモグラ（人間体（黒田雄二） - 高山彰 / 声 - 西崎章治）                                   | 鈴木生朗            | 塚田正煕 |
| 5月05日        | 12     | 純子が怪人の花嫁に!?                      | - ピッケルシャーク（声 - 八代駿） - ドリルモグラ（人間体（黒田雄二） - 高山彰 / 声 - 西崎章治）                                   | 鈴木生朗            | 塚田正煕 |
| 5月12日        | 13     | 恐怖の大幹部 ドクトル・ゲー!?             | - ジシャクイノシシ（人間態（吉村秀夫） - 練木二郎 / 声 - 峰恵研）                                                                 | 伊上勝              | 山田稔   |
| 5月19日        | 14     | ダブルライダー 秘密のかたみ               | - ガマボイラー（声 - 沢りつお）                                                                                                   | 伊上勝              | 山田稔   |
| 5月26日        | 15     | ライダーV3 死の弱点!!                     | - バーナーコウモリ（人間態（怪しい男） - 中田博久 / 声 - 八代駿）                                                                 | 伊上勝              | 塚田正煕 |
| 6月02日        | 16     | ミサイルを背おったヤモリ怪人！            | - ミサイルヤモリ（声 - 辻村真人）                                                                                                 | 鈴木生朗            | 塚田正煕 |
| 6月09日        | 17     | デビルスプレーは死神の武器                | - スプレーネズミ（人間態（神父） - 鈴木志郎 / 声 - 山下啓介） - クサリガマテントウ（人間態 - 達純一 / 声 - 沢りつお）             | 島田真之            | 田口勝彦 |
| 6月16日        | 18     | 悪魔の裏切り あやうしV3!                  | - スプレーネズミ（人間態（神父） - 鈴木志郎 / 声 - 山下啓介） - クサリガマテントウ（人間態 - 達純一 / 声 - 沢りつお）             | 島田真之            | 田口勝彦 |
| 6月23日        | 19     | ハリフグアパッチの魚雷作戦!!              | - ハリフグアパッチ（声 - 沢りつお）                                                                                               | 滝沢真理            | 塚田正煕 |
| 6月30日        | 20     | デストロン四国占領作戦                    | - ギロチンザウルス（声 - 辻村真人） - ドクバリグモ（人間態 - 中屋敷鉄也 / 声 - 西崎章治）                                         | 伊上勝              | 山田稔   |
| 7月07日        | 21     | 生きていたダブルライダー                  | - ギロチンザウルス（声 - 辻村真人） - ドクバリグモ（人間態 - 中屋敷鉄也 / 声 - 西崎章治）                                         | 伊上勝              | 山田稔   |
| 7月14日        | 22     | 恐怖のキャンプ 地底運河のなぞ！           | - ウォーターガントド（声 - 八代駿）                                                                                               | 島田真之 塚田正煕   | 塚田正煕 |
| 7月21日        | 23     | 恐怖！ 墓場から来た吸血男                 | - プロペラカブト（人間体（黒田狂一） - 中山克己 / 声 - 八代駿）                                                                   | 鈴木生朗            | 山田稔   |
| 7月28日        | 24     | 怪奇！ ゴキブリ屋敷!!                     | - ゴキブリスパイク（人間態（伍木） - 山下則夫 / 声 - 辻村真人）                                                                   | 滝沢真理            | 山田稔   |
| 8月04日        | 25     | 怪奇!! デストロンレインジャー部隊         | - カマキリメラン（声 - 峰恵研）                                                                                                   | 伊上勝              | 塚田正煕 |
| 8月11日        | 26     | 怪人ヒーターゼミのミイラ作戦!!            | - ヒーターゼミ（人間態（田口晴美） - 水木正子 / 声 - 市川治）                                                                     | 伊上勝              | 塚田正煕 |
| 8月18日        | 27     | 生きかえったゾル・死神・地獄・ブラック    | - ワナゲクワガタ（人間態A - 稲川善一、人間態B - 中屋敷鉄也 / 声 - 八代駿） - 再生4大幹部 - 再生ショッカー怪人                     | 伊上勝              | 山田稔   |
| 8月25日        | 28     | 5大幹部の総攻撃!!                         | - ワナゲクワガタ（人間態A - 稲川善一、人間態B - 中屋敷鉄也 / 声 - 八代駿） - 再生4大幹部 - 再生ショッカー怪人                     | 伊上勝              | 山田稔   |
| 9月01日        | 29     | ドクトル・ゲー 最後の挑戦！               | - カメラモスキート（声 - 八代駿）                                                                                                 | 伊上勝              | 塚田正煕 |
| 9月08日        | 30     | ドクトル・ゲー！ 悪魔の正体は？           | - カニレーザー（声 - 沢りつお） - ドクロイノシシ                                                                                  | 伊上勝              | 塚田正煕 |
| 9月15日        | 31     | 呪いの大幹部 キバ男爵出現!!               | - ドクロイノシシ（声 - 沢りつお）                                                                                                 | 伊上勝              | 折田至   |
| 9月22日        | 32     | 鬼火沼の怪 ライダー隊全滅!?               | - オニビセイウチ（声 - 八代駿）                                                                                                   | 伊上勝              | 折田至   |
| 9月29日        | 33     | V3危うし！ 帰って来たライダー1号、2号!!   | - ユキオオカミ（声 - 沢りつお） - 仮面ライダー1号 - 仮面ライダー2号                                                               | 鈴木生朗            | 塚田正煕 |
| 10月06日       | 34     | 危機一発！ キバ男爵対三人ライダー!!       | - 原始タイガー（声：山下啓介） - 仮面ライダー1号 - 仮面ライダー2号                                                                | 鈴木生朗            | 塚田正煕 |
| 10月13日       | 35     | キバ男爵 最後の変身                       | - 吸血マンモス（声 - 峰恵研） | 伊上勝              | 内田一作 |
| 10月20日       | 36     | 空の魔人 ツバサ軍団                       | - 火焔コンドル（人間態（修行僧） - 佐藤京一 / 声 - 倉口佳三）                                                                     | 伊上勝              | 内田一作 |
| 10月27日       | 37     | 怪しの寺 ムササビ族の呪い！               | - コダマムササビ（声 - 沢りつお）                                                                                                 | 滝沢真理            | 折田至   |
| 11月03日       | 38     | 子連れV3 死のスカイダイビング！           | - ドクガーラ（声 - 辻村真人） | 鈴木生朗            | 折田至   |
| 11月10日       | 39     | 人喰い植物 バショウガンの恐怖!!           | - バショウガン（声 - 山下啓介）                                                                                                   | 海堂肇              | 内田一作 |
| 11月17日       | 40     | 必殺！ V3マッハキック!!                   | - 死人コウモリ（声 - 辻村真人）                                                                                                   | 海堂肇              | 内田一作 |
| 11月24日       | 41     | あッ！ 人間が溶ける！ ヨロイ元帥登場      | - ガルマジロン（人間体（高木裕介） - 三井恒 / 声 - 西崎章治）                                                                     | 海堂肇              | 折田至   |
| 12月01日       | 42     | カタツムリ人間の人体実験！                | - カタツブラー（声 - 沢りつお）                                                                                                   | 海堂肇              | 折田至   |
| 12月08日       | 43     | 敵か味方か？ 謎のライダーマン             | - カマクビガメ（人間態、怪人体の声 - 槐柳二）                                                                                     | 伊上勝              | 内田一作 |
| 12月15日       | 44     | V3対ライダーマン                          | - カマクビガメ（人間態、怪人体の声 - 槐柳二）                                                                                     | 伊上勝              | 内田一作 |
| 12月22日       | 45     | デストロンのXマスプレゼント               | - サイタンク（人間態（ブラックサンタ） - 藤沢陽二郎 / 声 - 西崎章治）                                                             | 鈴木生朗            | 折田至   |
| 12月29日       | 46     | ライダーマンよ どこへゆく？               | - サイタンク（人間態（ブラックサンタ） - 藤沢陽二郎 / 声 - 西崎章治）                                                             | 鈴木生朗            | 折田至   |
| 1974年01月05日 | 47     | 待ち伏せ！ デストロン首領!!               | - シーラカンスキッド（声 - 沢りつお） - デストロンライダーマン（演 - 山口暁）                                                     | 伊上勝              | 折田至   |
| 1月12日        | 48     | 見た！ デストロン首領の顔!!               | - オニヒトデ（声 - 八代駿） | 海堂肇              | 折田至   |
| 1月19日        | 49     | 銃声一発！ 風見志郎倒る!!                 | - カメレオン（人間態（紳士風の男） - 石川敏 / 声 - 山下啓介）                                                                     | 長石多可男          | 内田一作 |
| 1月26日        | 50     | 小さな友情                                | - 吸血カメレオン（声 - 山下啓介）                                                                                                 | 平山公夫            | 内田一作 |
| 2月02日        | 51     | ライダー4号は君だ!!                       | - ザリガーナ（声 - 沢りつお） | 鈴木生朗            | 内田一作 |
| 2月09日        | 52     | デストロン最後の日                        | - ザリガーナ - デストロン首領 - 再生怪人                                                                                          | 鈴木生朗            | 内田一作 |

## ネット局・放送時刻

### 同時ネット局
- 毎日放送（制作局）
- 北海道テレビ
- NETテレビ
- 名古屋放送（1973年4月から）
- 広島ホームテレビ
- 九州朝日放送

### 時差ネット局
- 青森放送：金曜 18時 - 18時30分（1973年3月）→ 金曜 17時55分 - 18時25分（1973年4月から）[123]
- 岩手放送：土曜 18時 - 18時30分（1974年4月6日まで）→ 水曜 18時 - 18時30分（1974年4月10日から）[124]
- 秋田放送：金曜 19時 - 19時30分 → 日曜 18時00分 - 18時30分[125]
- 山形放送：月曜 17時30分 - 18時[126]
- 東北放送：日曜 9時 - 9時30分[127]
- 福島テレビ：木曜 19時 - 19時30分[128]
- 山梨放送：土曜 18時 - 18時30分
- 新潟放送：日曜 10時 - 10時30分[129]
- 長野放送：水曜 18時 - 18時30分[130]
- テレビ静岡：土曜 19時 - 19時30分
- 石川テレビ放送：火曜 18時 - 18時30分[131]
- 北日本放送：月曜 - 金曜 17時50分 - 18時20分[132]
- 福井テレビジョン放送：月曜 18時 - 18時30分
- 名古屋放送：日曜 19時 - 19時30分（1973年3月まで）
- 山陰放送：火曜 18時 - 18時30分
- 岡山放送：土曜 17時 - 17時30分
- 山口放送 ：木曜 18時 - 18時30分
- 四国放送：木曜 18時 - 18時30分
- 瀬戸内海放送：金曜 19時 - 19時30分
- 愛媛放送：火曜 18時 - 18時30分
- 高知放送：土曜 18時 - 18時30分
- 長崎放送：火曜 18時 - 18時30分
- 熊本放送：月曜 18時 - 18時30分
- テレビ大分：日曜 10時 - 10時30分
- 宮崎放送：水曜 18時 - 18時30分
- 南日本放送：月曜 18時 - 18時30分
- 沖縄テレビ放送：火曜 19時30分 - 20時

## 関連商品
カルビースナック 仮面ライダーV3

仮面ライダーV3カレー
理研ビタミンから発売されたレトルトカレーであり、初のテレビキャラクターを用いたカレー商品であるとされる。切手を模したシールV3切手が封入された。

## 他媒体展開
各キャラクターの詳細などについては、登場人物の節や各登場人物の項目（仮面ライダーV3 (キャラクター)やライダーマンなど）を参照。

### 映像ソフト化
いずれも東映ビデオより発売。
- ビデオ（VHS、セル・レンタル共通）は全14巻がリリースされた。全話収録だが、当初は傑作選の予定だったため、収録順は放送順と一致していない。
- 1993年8月25日にLD-BOXが発売された。
- 2000年5月21日から9月21日にかけて単品のLDが発売された[134]。全7巻の各2枚組で各巻8話（Vol.7のみ1枚・4話）収録[134]。
- 2002年12月6日にDVD-BOXが発売された。
- 2007年10月21日から12月7日にかけて2007年10月公開の『仮面ライダー THE NEXT』の公開を記念して単品のDVDが発売された。全9巻で各巻6話（Vol.8、Vol.9は5話）収録。1 - 3、4 - 6、7 - 9はそれぞれ同時リリースされた。
- 2008年7月21日発売の「石ノ森章太郎 生誕70周年 DVD-BOX」に第1話が収録されている。
- 2018年4月11日から8月8日にかけてBlu-ray BOXが発売。

### 他テレビシリーズ
『仮面ライダーX』
第27・28・33・34話に風見志郎 / 仮面ライダーV3が登場。
『仮面ライダーストロンガー』
風見志郎 / 仮面ライダーV3と結城丈二 / ライダーマンが登場。
『仮面ライダー（スカイライダー）』
風見志郎 / 仮面ライダーV3と結城丈二 / ライダーマンが登場。
『仮面ライダーBLACK RX』
『仮面ライダーBLACK』の続編。終盤に仮面ライダーV3とライダーマンが登場。
『仮面ライダーオーズ/OOO』
第28話にデストロン戦闘員が登場。

### テレビスペシャル
『全員集合!7人の仮面ライダー!!』
『仮面ライダーストロンガー』のテレビスペシャル。風見志郎 / 仮面ライダーV3と結城丈二 / ライダーマンが登場。
『10号誕生!仮面ライダー全員集合!!』
『仮面ライダーZX』のテレビスペシャル。風見志郎 / 仮面ライダーV3と結城丈二 / ライダーマンが登場。
『烈車戦隊トッキュウジャーVS仮面ライダー鎧武 春休み合体スペシャル』
『烈車戦隊トッキュウジャー』と『仮面ライダー鎧武/ガイム』のテレビスペシャル。仮面ライダーV3が登場。

### 映画
『仮面ライダーV3』（1973年3月17日公開）
東映まんがまつりの一編として第2話を上映。
『仮面ライダーV3対デストロン怪人』（1973年7月18日公開）
東映まんがまつりの一編として公開。
同作品とテレビシリーズ第20話・第21話は同時進行で四国ロケが行われている。テレビシリーズとの関係は特に設定されていない。
上記の2作品とも2003年12月5日発売の昭和の仮面ライダーシリーズの映画作品を収録した「仮面ライダー THE MOVIE BOX」および、単品では2006年発売の「仮面ライダー THE MOVIE VOL.2」に収録されている。
『五人ライダー対キングダーク』（1974年7月25日公開）
東映まんがまつりの一編として公開。『仮面ライダーX』の劇場版。仮面ライダーV3とライダーマンが登場。
『ジャッカー電撃隊VSゴレンジャー』（1978年3月18日公開）
東映まんがまつりの一編として公開。『ジャッカー電撃隊』と『秘密戦隊ゴレンジャー』のクロスオーバー作品。V3がヨーロッパで鉄面男爵と戦っていたという設定で、写真とBGMが使われた。
『仮面ライダー 8人ライダーVS銀河王』（1980年3月15日公開）
東映まんがまつりの一編として公開。『仮面ライダー（スカイライダー）』の劇場版。仮面ライダーV3とライダーマンが登場。
『仮面ライダースーパー1』（1981年3月14日公開）
東映まんがまつりの一編として公開。『仮面ライダースーパー1』の劇場版。仮面ライダーV3（声 - 宮内洋）とライダーマンが登場。
『仮面ライダー THE NEXT』（2007年10月27日公開）
『仮面ライダー THE FIRST』の続編。新解釈による作品。新解釈の仮面ライダーV3が登場。また、登場する怪人シザースジャガーとチェーンソーリザードは、それぞれハサミジャガーとノコギリトカゲの新解釈である。
『劇場版 仮面ライダーディケイド オールライダー対大ショッカー』（2009年8月8日公開）
『仮面ライダーディケイド』の劇場作品。仮面ライダーV3とライダーマン、新解釈の結城丈二が登場。
『オーズ・電王・オールライダー レッツゴー仮面ライダー』（2011年4月1日公開）
『仮面ライダーオーズ/OOO』と『仮面ライダー電王』をメインとしたクロスオーバー作品。仮面ライダーV3（声は宮内が担当）とライダーマン、カメバズーカが登場。
『仮面ライダー×仮面ライダー フォーゼ&オーズ MOVIE大戦MEGA MAX』（2011年12月10日公開）
『仮面ライダーフォーゼ』と『仮面ライダーオーズ/OOO』をメインとしたクロスオーバー作品。仮面ライダーV3とライダーマンが登場。
スーパーヒーロー大戦シリーズ
いずれも仮面ライダーシリーズとスーパー戦隊シリーズのクロスオーバー作品。
『仮面ライダー×スーパー戦隊 スーパーヒーロー大戦』（2012年4月21日公開）
仮面ライダーV3とライダーマンとドクトルG / カニレーザーが登場。
『仮面ライダー×スーパー戦隊×宇宙刑事 スーパーヒーロー大戦Z』（2013年4月27日公開）
先の2シリーズとメタルヒーローシリーズのクロスオーバー作品。仮面ライダーV3が登場。
『平成ライダー対昭和ライダー 仮面ライダー大戦 feat.スーパー戦隊』（2014年3月29日公開）
平成ライダー15作品記念のクロスオーバー作品。仮面ライダーV3とライダーマンが登場。
『スーパーヒーロー大戦GP 仮面ライダー3号』（2015年3月21日公開）
仮面ライダーV3とライダーマンが登場。
『仮面ライダー×仮面ライダー ウィザード&フォーゼ MOVIE大戦アルティメイタム』（2012年12月8日公開）
『仮面ライダーウィザード』と『仮面ライダーフォーゼ』をメインとしたクロスオーバー作品。仮面ライダーV3が名前のみ登場。
『セイバー+ゼンカイジャー スーパーヒーロー戦記』(2021年7月22日公開)
仮面ライダー50周年×スーパー戦隊45作品記念。仮面ライダーV3とライダーマンが登場。

### コミカライズ
本作品が制作されていた時点で、原作者石森章太郎による漫画版『仮面ライダー』の連載はすでに終了しており、原作者自身による本作品のコミカライズ作品は存在しない。他方で、放送当時から石森プロ所属の漫画家を中心に、多くの作家によるコミカライズは行われている。

#### 放映当時の連載
テレビマガジン掲載版（すがやみつる、1973年3月号 - 1974年2月号）
立花藤兵衛や珠純子など味方側のレギュラーは一切登場せず、V3とデストロンとの戦いにしぼって描かれた。オイルショックによる掲載誌のページ減により1974年2月号をもって連載が打ち切られ、V3とライダーマンが和解して共闘を誓い合うところで話は終了している。
冒険王掲載版（すがやみつる、1973年3月号 - 1974年3月号）
テレビシリーズに準じた展開であるが、個々のエピソードや怪人の性格付けなどは独自のもの。幼年誌に比べてページ数に余裕があったため、レギュラーキャラクターや敵幹部もテレビ同様に活躍し、別冊付録では100ページを越える長編も執筆された。デストロンとの最終決戦まで描かれて終了した。
別冊冒険王掲載版（すがやみつる、1973年春季号・4月号 - 1974年2月号）
すがやによるスパナサンゴのほか、読者考案のノコギリトンボ、エイジェットなどのオリジナル怪人が登場。
| 掲載号       | サブタイトル                   | 登場怪人                                                                     |
| ------------ | ------------------------------ | ---------------------------------------------------------------------------- |
| 1973年3月号  | デストロン怪人とうじょうのまき | ハサミジャガー、カメバズーカ、マシンガンスネーク、テレビバエ、ハンマークラゲ |
| 1979年4月号  | 怪人イカファイヤーのまき       | イカファイヤー                                                               |
| 1979年5月号  | 白骨のライダー……のまき         | ナイフアルマジロ、ノコギリトカゲ、ハチサーベル                               |
| 1979年6月号  | 変身不可能! V3のまき           | ピッケルシャーク、ドリルモグラ、マグネボタル                                 |
| 1979年7月号  | 夜空にさいた恐怖にじのまき!!   | ミサイルヤモリ、バーナーコウモリ、プリズムバット                             |
| 1979年8月号  | スパナサンゴのまき             | スパナサンゴ、ドクバリグモ                                                   |
| 1979年9月号  | 新怪人・かまきりメランの巻     | カマキリメラン、ノコギリトンボ、ゼミライト                                   |
| 1979年10月号 | キバだんしゃくとうじょうのまき | 吸血マンモス、オニビセイウチ、ブーメラクワガタ、ナメクジレンズ、死人コウモリ |
| 1979年11月号 | ツバサ大僧正登場の巻<前編>     | エイジェット、ゴキブリエレキ、火炎コンドル、木霊ムササビ                     |
| 1979年12月号 | ツバサ大僧正登場の巻<後編>     | ラジオコンドル、タイヤタイガー、死人コウモリ                                 |
| 1980年1月号  | ライダーマンとうじょうのまき   | カマクビガメ、カブトガニアーチェリー、コブラペンチ                           |
| 1980年2月号  | 平和のために!!の巻             | シーラカンスキッド                                                           |
テレビランド掲載版（久留米東、1973年3月号 - 5月号 → 暁俊二、1973年6月号 → 松本めぐむ、1973年7月号 - 1974年2月号）
テレビに準じた展開。立花藤兵衛らによる戦い以外のドラマも描かれている。松本版では、結城丈二が珠純子と幼馴染であるなどの独自設定が用いられた。
テレビマガジンと同様の事情で1974年2月号をもって打ち切りとなり、ライダーマンの誕生で話は終了。翌月の『仮面ライダーX』で立花藤兵衛がデストロンとの決戦を回想する形で物語に区切りをつけている。
| 掲載号       | サブタイトル | 登場怪人             | 著者       |
| ------------ | ------------ | -------------------- | ---------- |
| 1973年3月号  | 不明記       | ハサミジャガー、他   | 久留米東   |
| 1973年4月号  | 不明記       | テレビバエ、他       | 久留米東   |
| 1973年5月号  | 不明記       | ナイフアルマジロ、他 | 久留米東   |
| 1973年6月号  | 不明記       | ピッケルシャーク、他 | 暁俊二     |
| 1973年7月号  | 不明記       | ミサイルヤモリ       | 松本めぐむ |
| 1973年8月号  | 不明記       | ウォーターガントド   | 松本めぐむ |
| 1973年9月号  | 不明記       | ゴキブリスパイク     | 松本めぐむ |
| 1973年10月号 | 不明記       | ワナガケクワガタ     | 松本めぐむ |
| 1973年11月号 | 不明記       | 吸血マンモス         | 松本めぐむ |
| 1973年12月号 | 不明記       | 死人コウモリ         | 松本めぐむ |
| 1974年1月号  | 不明記       |                      | 松本めぐむ |
| 1974年2月号  | 不明記       |                      | 松本めぐむ |
たのしい幼稚園掲載版（石川巨人、1973年5月号,6月号,1974年3月号）
| 掲載号      | サブタイトル | 登場怪人               | 著者     |
| ----------- | ------------ | ---------------------- | -------- |
| 1973年5月号 | 不明記       | マシンガンスネーク、他 | 石川巨人 |
| 1973年6月号 | 不明記       | レンズアリ             | 石川巨人 |
| 1974年3月号 | 不明記       | ヨロイ元帥             | 石川巨人 |
別冊たのしい幼稚園掲載版（石川のりひこ、1973年3月号 - 9月号）
| 掲載号      | サブタイトル         | 登場怪人           | 著者         |
| ----------- | -------------------- | ------------------ | ------------ |
| 1973年3月号 | 不明記               | ハサミジャガー、他 | 石川のりひこ |
| 1973年4月号 | トリプルキックのまき |                    | 石川のりひこ |
| 1973年5月号 | 不明記               | ナイフアルマジロ   | 石川のりひこ |
| 1973年6月号 | 不明記               | ピッケルシャーク   | 石川のりひこ |
| 1973年7月号 | 不明記               | ガマボイラー       | 石川のりひこ |
| 1973年9月号 | 不明記               | ゴキブリスパイク   | 石川のりひこ |
おともだち掲載版（細井雄二、1973年3月号 - 1974年3月号）
| 掲載号       | サブタイトル | 登場怪人           | 著者     |
| ------------ | ------------ | ------------------ | -------- |
| 1973年3月号  | 不明記       | マシンガンスネーク | 細井雄二 |
| 1973年4月号  | 不明記       | ハンマークラゲ     | 細井雄二 |
| 1973年5月号  | 不明記       | テレビバエ         | 細井雄二 |
| 1973年6月号  | 不明記       | イカファイヤー     | 細井雄二 |
| 1973年7月号  | 不明記       | ナイフアルマジロ   | 細井雄二 |
| 1973年8月号  | 不明記       | ドリルモグラ       | 細井雄二 |
| 1973年9月号  | 不明記       | クサリガマテントウ | 細井雄二 |
| 1973年10月号 | 不明記       | ヒーターゼミ       | 細井雄二 |
| 1973年11月号 | 不明記       | キバ一族           | 細井雄二 |
| 1973年12月号 | 不明記       | 火炎コンドル、他   | 細井雄二 |
| 1974年1月号  | 不明記       | ガルマジロン       | 細井雄二 |
| 1974年2月号  | 不明記       | カマクビガメ       | 細井雄二 |
| 1974年3月号  | 不明記       | カメレオン         | 細井雄二 |
ディズニーランド（石川巨人、1973年3月号 - 10月号 → すがやみつる、1973年11月号 → 石川巨人、1973年12月号 - 1974年3月号）
| 掲載号       | サブタイトル                     | 登場怪人           | 著者         |
| ------------ | -------------------------------- | ------------------ | ------------ |
| 1973年3月号  | 不明記                           | ハサミジャガー     | 石川巨人     |
| 1973年4月号  | 不明記                           | テレビバエ         | 石川巨人     |
| 1973年5月号  | かいじんマシンガンスネークのまき | マシンガンスネーク | 石川巨人     |
| 1973年6月号  | かいじんレンズアリのまき         | レンズアリ         | 石川巨人     |
| 1973年7月号  | かいじんガマボイラーのまき       | ガマボイラー       | 石川巨人     |
| 1973年8月号  | かいじんドクバリグモのまき       | ドクバリグモ       | 石川巨人     |
| 1973年9月号  | かいじんゴキブリスパイクのまき   | ゴキブリスパイク   | 石川巨人     |
| 1973年10月号 | 不明記                           | ワナガケクワガタ   | 石川巨人     |
| 1973年11月号 | 不明記                           | カニレーザー       | すがやみつる |
| 1973年12月号 | かえんコンドルのまき             | かえんコンドル     | 石川巨人     |
| 1974年1月号  | カタツブラーのまき               | カタツブラー       | 石川巨人     |
| 1974年2月号  | かいじんカマクビガメのまき       | カマクビガメ       | 石川巨人     |
| 1974年3月号  | かいじんカメレオンのまき         | カメレオン         | 石川巨人     |
オリジナル怪人
イカファイヤージュニア
すがやみつるの漫画作品に登場。イカファイヤーの息子で、少年の姿で登場しV3に救われるが、その背後をとり自分ごとイカファイヤーに焼かれる。イカファイヤーがV3により火口に落とされたことで自らも、火口の中へ入っていく。
大巨人G
すがやみつるの漫画作品の第7回に登場。「冒険王」1973年9月特大号ふろく「テレビコミック」収録。ドクトルGがニューヨーク・モスクワ・アフリカ・オーストラリアの各支部から怪人を呼び寄せ、それを合体した姿。
『仮面ライダー 1号・2号・V3・ライダーマン総特集』では「合体改造人間」と呼ばれている。

#### 放映終了後の連載
『仮面ライダー』テレビランド掲載版（山田ゴロ）
1978年より徳間書店「テレビランド」誌で『仮面ライダー』から『仮面ライダーストロンガー』までのストーリーが新作漫画として連載された。『仮面ライダー (スカイライダー)』の制作決定に伴い連載されたもので、その後も『スカイライダー』から『仮面ライダーZX』まで連載が続いた。
この連載は後に全9巻の単行本にまとめられているが、第1巻後半からライダーマン編を含む第3巻まで（ライダーマン編も含むと第4巻まで）がV3編となり、大きなウエイトを占めている。また、ライダーマン編は第4巻1冊分のページ数が費やされ、結城丈二の前半生について独自の物語が展開された。病母を抱えた貧しい少年・結城丈二がデストロンに見込まれ、やがて科学者として成功しながらもヨロイ元帥に裏切られライダーマンになるまでの物語が独特のテイストで描かれている。山田はラジオの身の上話コーナーを聴いて発想したと述べている。
『仮面ライダーSPIRITS』・『新仮面ライダーSPIRITS』（村枝賢一）
風見志郎/仮面ライダーV3と結城丈二/ライダーマンが主役のメンバーとして登場。『新仮面ライダーSPIRITS』からは珠純子や珠シゲルなども登場。

### ゲーム
発売元は東映ビデオとバンダイナムコゲームス（旧バンダイレーベル、旧バンプレストレーベル）による。
『仮面ライダー作戦ファイル2』
1995年発売。PC用のCD-ROM。Windows、Macintosh両方で発売された。『仮面ライダー』のシミュレーションゲーム、『仮面ライダー作戦ファイル』の続編。本編の映像や画像が盛り込まれた図鑑と、新怪人の製作シミュレーション・ゲームが主な内容。風見志郎の声を宮内洋、大首領の声を納谷悟朗が務めている。
『仮面ライダーV3』
2000年9月18日にPlayStation用の3D格闘アクションゲームとして発売。製作はKAZe。システムは1998年に発売された格闘ゲーム『仮面ライダー』（以下「前作」）に準じているが、キャラクター数や隠し要素は増えている。
前作の音声は主に以前収録された音声によるライブラリ出演であったが、同作品の音声は一部を除き新規に収録された。
ストーリーモードは、番組の内容に沿ったストーリーの他、ライダーマンが主役の「ライダーマン編」、1号・2号が主役の「仮面ライダー編」もある。特別編は条件を満たさないとプレイできない隠し要素だが、前作のセーブデータが同じメモリーカードにあれば、最初からプレイできる。
『仮面ライダー 正義の系譜』
2003年11月27日にPlayStation 2用のアクションアドベンチャーとして発売。制作はバンプレスト。V3とライダーマンが登場し、V3/風見志郎は宮内が声を担当している。
仮面ライダー クライマックスヒーローズ フォーゼ
2011年12月1日にPlayStation PortableとWii用のヒーローアクションとして発売。製作はエイティング。クライマックスヒーローズシリーズ第4弾より昭和シリーズと共に参加。V3（ライダーマンはアシスト系のみ）が登場。
コンパチヒーローシリーズ
1990年代から発売されているクロスオーバー作品シリーズ。ゲーム機種はそれぞれの作品による。『ウルトラマン』や『ガンダム』と共に共演。『グレイトバトル』シリーズやスポーツなどの作品に登場する。

### オリジナルDVD
『仮面ライダーフォーゼ 超バトルDVD 友情のロケットドリルステイツ』
小学館の幼児向け雑誌「てれびくん」の応募者全員サービスとして制作された、『仮面ライダーフォーゼ』の超バトルDVD（オリジナルDVD）。仮面ライダーV3とライダーマンとデストロン怪人が写真のみ登場。

### CS放送・ネット配信
CS放送
- 東映チャンネル…1999年9月 - 2000年3月、2001年1月 - 5月、2004年8月 - 2005年2月、2010年9月 - 2011年3月、2012年9月 - 2013年3月、2018年1月 -
  - 2001年の放送時のみ「ミッドナイトアンコール」枠にて、他はいずれも「石ノ森章太郎劇場」枠にて放送。
- 東映特撮 YouTube Official…2011年8月1日 - 2012年1月29日、2014年11月29日 - 2015年5月30日、2019年3月30日 - 9月28日、2023年5月10日 - 11月8日
- 東映特撮ニコニコおふぃしゃる…2016年1月31日 - 2017年1月22日

### パチンコ
- CRぱちんこ仮面ライダーV3（京楽産業.、2013年）

### 小説
『S.I.C. HERO SAGA』
「MASKED RIDER V3 & RIDERMAN EDITION -RIDERMAN ANOTHER AFTER-」
本作品の小説作品。
「MASKED RIDER EDITION -仮面ライダー #99-」
『仮面ライダー』の小説作品。『V3』の前日譚で、仮面ライダーV3やデストロン怪人が登場。
「MASKED RIDER DEN-O EDITION -1971年4月3日-」
『仮面ライダー電王』の小説作品。仮面ライダーV3とライダーマンが登場。
『仮面ライダーEVE-MASKED RIDER GAIA-』
原作者の漫画作品『仮面ライダー』の続編。仮面ライダーV3とライダーマンが登場。
『KIKAIDER00』
『人造人間キカイダー』から派生した小説作品。V3がゲスト出演。